# David Díez Santamaría
David Díez (Logronyo, 14 d'octubre de 1974) és un exfutbolista riojà, que ocupà la posició de migcampista.

## Trajectòria esportiva
Es va formar a les categories inferiors del CD Logroñés, fins que va debutar amb el primer equip la temporada 94/95. Només va jugar un partit, així com un altre en la següent campanya dels riojans en la màxima categoria, la 96/97. A partir de l'any següent, es consolida al planter del Logroñés, amb qui qualla tres bones temporades a Segona, sent titular i jugant prop d'un centenar de partits, fins al descens del club la temporada 99/00.
L'estiu del 2000 fitxa per la UE Lleida, amb qui disputa una altra temporada a Segona, tot marcant dos gols en 30 partits. El Lleida baixa i el riojà acompanyaria a l'entitat un parell d'anys a Segona B. Posteriorment, la seua carrera va seguir en modestos equips de La Rioja, com el Varea, la Fundación Logroñés o el CD Calahorra.